# 景福集團
景福集團有限公司是香港珠寶採購及銷售集團其中之一。它的業務是經營黃金首飾、珠寶、鐘錶及禮品零售、金條買賣及鑽石批發。是景福珠寶金行（1948年成立）、景福金銀珠寶鐘錶有限公司及景福珠寶集團有限公司 控股公司，而該公司徽號是馬，被評為雙馬珠寶。
該公司（港交所：0280）在1988年3月28日在香港交易所主板上市。
美麗華酒店企業有限公司現持有景福集團15.6%的股份。
2013年夏天，旗下景福證券有限公司（1971年成立），因為業務持續虧蝕，故此在7月31日底結束營業。

## 企業歷史
- 1949年，楊志雲先生創立景福珠寶集團（原稱景福金舖），位於香港文咸東街5號。

- 1959年，景福珠寶集團首間分店於尖沙咀美麗華酒店商場開業。

- 1988年3月，景福珠寶集團所屬的景福集團有限公司在香港聯交所主板上市 （港交所：280）。

- 1999年，景福珠寶集團首間珠寶概念店Masterpiece by King Fook 於金鐘太古廣場開幕。

## 相關連結
- 邪完再邪（1982年邵氏電影）
- 香港賽馬會（指定鑄造來賓入場証章）

## 外部連結
- 景福集團有限公司 （页面存档备份，存于）